# 결단의 3시 10분
《결단의 3시 10분》(3:10 To Yuma)은 미국에서 제작된 델머 데이브즈 감독의 1957년 드라마, 스릴러, 서부 영화이다. 글렌 포드 등이 주연으로 출연하였다. 1953년 엘모어 레너드의 단편 스토리 Three-Ten to Yuma에 기반을 둔다. 이 영화는 2012년 미국 의회도서관에 의해 문화적으로, 역사적으로, 미적으로 중요함을 인정받아 미국 국립영화등기부에 선정, 보존되었다.

## 출연

### 주연
- 글렌 포드
- 밴 헤플린
- 펠리시아 파

### 조연
- 레오라 다나
- 헨리 존스
- 리차드 재켈
- 로버트 엠하트
- 조지 밋첼
- 로버트 엘렌스타인
- 포드 레인니

## 기타
- 의상: 진 루이스

## 같이 보기
- 3:10 투 유마
- 아틱 블루